# ヘスス・イニゴ・リセランス
ヘスス・イニゴ・リセランス・オチョア（Jesús Iñigo Liceranzu Otxoa、1959年3月13日 - ）は、スペイン・バスク州ビルバオ出身の元サッカー選手、元サッカー指導者。現役時代のポジションはDF。

## 経歴
アスレティック・ビルバオのカンテラで育成され、1981-82シーズンの10月25日、リーグ第7節のCAオサスナ戦にてトップチームデビューを果たした。1982-83シーズンから1984-85シーズンにかけては合計4つのタイトル獲得に貢献し、プリメーラ・ディビシオン通算188試合17得点という成績を残した。また、スペイン代表としては1985年4月30日のウェールズ代表戦で最初にして最後の出場をしている。
現役引退後は監督業をスタートさせ、主にバスク州のクラブを率いた。

## タイトル

### クラブ
アスレティック・ビルバオ
- ラ・リーガ : 2回 (1982-83, 1983-84)
- コパ・デル・レイ : 1回 (1983-84)
- スーペルコパ・デ・エスパーニャ : 1回 (1984)